# Victor Rifaut

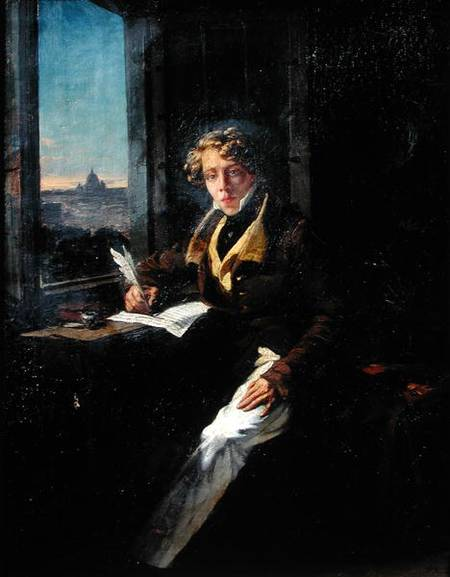
Victor Rifaut, porträtterad av Joseph-Désiré Court.

Louis Victor Étienne Rifaut, född den 11 januari 1798 i Paris, död där den 2 mars 1838, var en fransk tonsättare.
Rifaut var elev till Adam i piano och till Berton i harmoni och komposition. Han erhöll 1821 första kompositionspriset vid konservatoriet i Paris, besökte som stipendiat Italien och Tyskland och utnämndes 1829 till professor i harmoni vid konservatoriet. Han komponerade operorna La Sentinellé perdue och, tillsammans med Halévy, Le Roi et le Batelier (uppförd 1827) med flera. Hans opera Förposten uppfördes i Stockholm.